# Euscelidia pipinna
Euscelidia pipinna là một loài ruồi trong họ Asilidae. Euscelidia pipinna được Dikow miêu tả năm 2003. Loài này phân bố ở vùng nhiệt đới châu Phi.